# Lista de prefeitos de Porto Grande
Lista dos prefeitos do município de Porto Grande, no estado do Amapá.
| N° | Prefeito                          | Imagem | Partido                              | Vice-Prefeito                          | Início do mandato     | Fim do mandato         | Fonte                                 |
| 1  | Elias de Freitas Trajano de Souza |        | Partido da Frente Liberal PFL        |                                        | 1 de janeiro de 1993  | 31 de janeiro de 1996  | Prefeito eleito em sufrágio universal |
| 2  | Raimundo Nonato                   |        | Partido dos Trabalhadores PT         |                                        | 1 de janeiro de 1997  | 31 de janeiro de 2000  | Prefeito eleito em sufrágio universal |
| 3  | Cícero Lima                       |        | Partido Democrático Trabalhista PDT  |                                        | 1 de janeiro de 2001  | 31 de janeiro de 2004  | Prefeito eleito em sufrágio universal |
| 4  | José Maria Bessa de Oliveira      |        | Progressistas PP                     |                                        | 1 de janeiro de 2005  | 31 de janeiro de 2008  | Prefeito eleito em sufrágio universal |
| 5  | José Maria Bessa de Oliveira      |        | Partido Democrático Trabalhista PDT  |                                        | 1 de janeiro de 2009  | 31 de janeiro de 2012  | Prefeito eleito em sufrágio universal |
| 6  | Antonio Pereira de Souza          |        | Partido Comunista do Brasil PC do B  |                                        | 1 de janeiro de 2013  | 31 de dezembro de 2016 | Prefeito eleito em sufrágio universal |
| 7  | José Maria Bessa de Oliveira      |        | Partido Democrático Trabalhista PDT  | Pedro Paulo dos Santos Costa (UB)      | 1 de janeiro de 2017  | 31 de dezembro de 2024 | Prefeito eleito em sufrágio universal |
| 8  | Elielson da Silva Moraes          |        | Movimento Democrático Brasileiro MDB | Elienai dos Santos Silva Santana (REP) | 1° de janeiro de 2025 | Atualidade             | Prefeito eleito em sufrágio universal |